# Arcjet
Pour un article plus général, voir propulseur électrothermique.
Un arcjet est un type de propulseur électrothermique utilisé dans le domaine spatial par les satellites artificiels pour les petites corrections de trajectoire ou d'orientation. 
Il est utilisé par le système de commande d'attitude et d'orbite par les satellites commerciaux en orbite géostationnaire.

## Historique et utilisation
Des arcjets sont utilisés sur les satellites commerciaux en orbite géostationnaire depuis le début des années 1990 pour le contrôle de position (dérive Nord-Sud).

## Principe de fonctionnement

Schéma du principe d'un arcjet.

Le principe de fonctionnement est le suivant : un  gaz stocké sous forme compressée ou produit par la combustion d'un ergol liquide est réchauffé par un arc électrique (température pouvant atteindre 8 000 K) et ainsi accéléré avant qu'il ne soit évacué à travers une tuyère avec des vitesses d'éjection comprises entre 4 et 20 km/s. L'énergie électrique est fournie par les panneaux solaires du satellite. La  poussée obtenue est au maximum de quelques dixièmes de newtons) mais l'impulsion spécifique est d'environ 400 à 2000 secondes c'est-à-dire bien meilleure que celle des petits propulseurs chimiques ou propulseurs à froid utilisés fréquemment sur les satellites. Les gaz utilisés peuvent être de l'azote, les gaz produits par la combustion de l'hydrazine, l'ammoniac, etc.

## Comparaison avec d'autres types
Il est plus efficace que le résistojet qui est également un propulseur électrothermique mais qui est de conception plus simple.